# CDC (azienda)
La CDC è stata un'azienda italiana di produzione di IT e di distribuzione di ICT con sede legale e operativa a Pontedera, in Provincia di Pisa (Toscana). Precedentemente, dalla sua fondazione al 2007, la sede legale era a Fornacette (comune di Calcinaia).

## Storia
Fu fondata da Giuseppe Diomelli nel 1986. L'anno successivo, ad ottobre, aprì il primo punto vendita Computer Discount a Bologna: la catena di negozi Computer Discount arriverà in pochi anni ad essere leader nella vendita di PC in Italia.
A partire dal 1993 aprì una catena di vendita all'ingrosso a marchio CDC Point; con essi, fu la prima azienda di distribuzione in Italia a sviluppare ed applicare il modello Cash & Carry ai prodotti informatici, distribuiti su tutto il territorio nazionale.
Nel 1999 fondò Interfree e Policom, con l'intenzione di espandersi rispettivamente alla fornitura di servizi Internet e di telecomunicazioni.
Interfree offrì al grande pubblico accesso ad Internet senza canone con annessi servizi complementari (e-mail, newsgroup, spazio web, calendario) ed una comunità online chiamata Club Interfree comprendente un portale generalista: in questo fu paragonabile alle attività del rivale toscano DADA, a cui fu commissionata fino al 15 giugno 2000 l'istituzione della rete di accesso mentre, specularmente, il servizio dial-up di SuperEva fu fornito da Interfree, come pure quello del gruppo Monrif. Si occupò inoltre della gestione dei vari siti web del gruppo, successivamente espansi al pubblico pagante sotto il marchio InterHosting.
In seguito al fallimento del 2015, fu comprata all'asta da Register.it (già parte del gruppo DADA) che ne proseguì i servizi professionali.
Policom fu invece un operatore di telefonia fissa analogica ed ISDN, basato (per i consumatori privati) sul servizio prepagato (calling card), ma gli scarsi risultati porteranno CDC a vendere Policom al fondo svizzero Upside I nel 2001 e successivamente a svincolare Interfree da esso.
Nel 1999, i computer con un marchio del gruppo CDC costituirono il 5% circa delle vendite totali di PC nel mercato italiano, ed il 20,9% delle vendite ai consumatori rendendo l'azienda leader di mercato in quest'ultimo settore.
Nel 2001 possedette una quota di maggioranza nel gruppo editoriale Futura, attivo anche nel settore informatico con le riviste PC Pratico ed Internet Pratico, ma rinunciò alla partecipazione entro la fine dell'anno.
A fine 2010 le società Micronica, Interfree, e Tradesoft Technologies cessarono di esistere come entità separate da CDC.
Nel 2011 comprò la catena di negozi della Essedi Shop, specializzata nella vendita e assistenza sui prodotti Apple.
Nel 2013 la società ha avuto accesso a procedura di concordato preventivo con assuntore; da marzo 2014 viene acquisita da una NewCo che fu nominata CiDiCi srl, ma anche questa fallì a fine agosto 2015 abbandonando così i residui 10 negozi all'ingrosso e 120 al dettaglio.

## Società controllate e marchi commerciali

### Negozi
- CDC Point - vendita all'ingrosso online e locale
- Computer Discount - rivenditori al dettaglio di proprietà ed in franchising
  - CD Pixel - reparti specializzati in fotografia digitale
- Essedi Shop
- Corner di IT
- Compy[16] - catena di store-within-a-store, offerenti PC dall'omonimo marchio (settembre 1995-?)[2]
- Compy Superstore - grandi negozi (ottobre 2005-febbraio 2007; in collaborazione con Unicoop Firenze, poi venduto al gruppo Butali)[1][17]
- AmiCo[16] - rivenditori CDC Point senza vincolo di esclusività, offerenti PC dall'omonimo marchio[2]

### Industria
- Micronica - assemblaggio di PC[16] (9 maggio 1990[18]-2010[12])

### Servizi
- Interfree - ISP dial-up (20 luglio 1999[18]-2015, fallito e ceduto a Register.it)
  - InterHosting - hosting web ed altri servizi online
- CDC B2B
- CDC Business
- Tradesoft Technologies[12]
- Cedis

### Prodotti
- CDC - computer ed accessori[19]
- dex - computer ed accessori Micronica e d'importazione
- Dexgate - centralini VoIP
- Kraun - accessori e periferiche per computer, successivamente anche smartphone e tablet
- Inkdrops - cartucce e toner per stampanti
- Laris - server[20]